# Jannes Vansteenkiste
Jannes Vansteenkiste (Lendelede, 17 februari 1993) is een Belgisch voetballer die doorgaans als verdediger speelt.

## Clubcarrière

### Jeugd
Vansteenkiste begon met voetballen bij de jeugd van KFC Lendelede. Nadien stapte hij over naar KSV Roeselare, waar hij als vijftienjarige werd gescout door Club Brugge. Bij blauw-zwart belandde hij bij de beloften.

### Club Brugge
In juli 2011 werd Vansteenkiste door trainer Adrie Koster opgenomen in de A-kern. De toen achttienjarige linksachter werd de doublure van Fredrik Stenman en moest de concurrentie aangaan met generatiegenoot Jimmy De Jonghe. Op 4 augustus 2011 debuteerde hij in het eerste team. Door blessures van Stenman en De Jonghe startte hij in de Europa League in de basis tegen FK Qarabağ. Drie dagen later begon hij in de competitiewedstrijd tegen Sint-Truiden VV in de basis.
In het volgende seizoen belandde de West-Vlaming opnieuw bij de beloften.

### Antwerp
Op woensdag 12 juni 2013 tekende Vansteenkiste een contract bij tweedeklasser Antwerp FC. Hij groeide uit tot een vaste waarde in het team van achtereenvolgens Jimmy Floyd Hasselbaink, Richard Stricker en David Gevaert. In zijn derde seizoen raakte hij geblesseerd aan de kruisbanden op het veld van Lommel United. In het seizoen 2016/17 speelde Vansteenkiste ongeveer de helft van de wedstrijden en promoveerde hij met Antwerp FC. Tijdens de eerste wedstrijd van Antwerp FC in de Eerste klasse, thuis tegen RSC Anderlecht stond Vansteenkiste in de basis. Antwerp FC pakte een punt. Een nieuwe knieblessure zette hem weer enkele weken uit de kern.

### Roda JC
Vansteenkiste tekende in augustus 2017 een contract tot medio 2018 bij Roda JC Kerkrade. In zijn verbintenis werd een optie op nog een seizoen opgenomen.

### KMSK Deinze
In juli 2019 keerde Vansteenkiste terug naar eigen land: de 26-jarige verdediger ondertekende een tweejarig contract bij KMSK Deinze. Met deze club promoveerde hij in zijn debuutseizoen naar Eerste klasse B. In zijn eerste seizoen met Deinze in Eerste klasse B miste hij geen enkele wedstrijd. Na afloop van het seizoen kreeg hij dan ook een contractverlenging tot 2023. In maart 2023 werd zijn contract opnieuw met twee jaar verlengd. Ditmaal leverde het hem geen geluk op: het hele seizoen 2023/24 lag Vansteenkiste in de lappenmand, en halverwege het seizoen 2024/25 ging Deinze failliet.

### FC Gullegem
Nog geen maand na het faillissement van Deinze vond Vansteenkiste onderdak bij FC Gullegem, dat op dat moment veertiende stond in de Tweede afdeling A.

## Palmares
- Proximus League 2017
- Eerste Nationale 2020

## Clubstatistieken[11]
| Seizoen         | Club             | Land               | Competitie         | Competitie | Competitie | Beker | Beker | Europees | Europees | Totaal | Totaal |
| Seizoen         | Club             | Land               | Competitie         | Wed.       | Dlp.       | Wed.  | Dlp.  | Wed.     | Dlp.     | Wed.   | Dlp.   |
| --------------- | ---------------- | ------------------ | ------------------ | ---------- | ---------- | ----- | ----- | -------- | -------- | ------ | ------ |
| 2011/12         | Club Brugge      | Vlag van België    | Jupiler Pro League | 2          | 0          | 1     | 0     | 3        | 0        | 6      | 0      |
| 2012/13         | Club Brugge      | Vlag van België    | Jupiler Pro League | 0          | 0          | 0     | 0     | 0        | 0        | 0      | 0      |
| 2013/14         | Antwerp FC       | Vlag van België    | Tweede klasse      | 33         | 0          | 1     | 0     | —        | —        | 34     | 0      |
| 2014/15         | Antwerp FC       | Vlag van België    | Tweede klasse      | 32         | 1          | 3     | 1     | —        | —        | 35     | 2      |
| 2015/16         | Antwerp FC       | Vlag van België    | Tweede klasse      | 9          | 0          | 1     | 0     | —        | —        | 10     | 0      |
| 2016/17         | Antwerp FC       | Vlag van België    | Eerste klasse B    | 15         | 0          | 2     | 0     | —        | —        | 17     | 0      |
| 2017/18         | Antwerp FC       | Vlag van België    | Jupiler Pro League | 1          | 0          | 0     | 0     | —        | —        | 1      | 0      |
| 2017/18         | Roda JC Kerkrade | Vlag van Nederland | Eredivisie         | 29         | 2          | 3     | 0     | —        | —        | 32     | 2      |
| 2018/19         | Roda JC Kerkrade | Vlag van Nederland | Eerste Divisie     | 29         | 0          | 3     | 0     | —        | —        | 32     | 0      |
| 2019/20         | KMSK Deinze      | Vlag van België    | Eerste nationale   | 14         | 1          | 2     | 0     | —        | —        | 16     | 1      |
| 2020/21         | KMSK Deinze      | Vlag van België    | Eerste klasse B    | 28         | 0          | 1     | 0     | —        | —        | 29     | 0      |
| 2021/22         | KMSK Deinze      | Vlag van België    | Eerste klasse B    | 19         | 0          | 2     | 0     | —        | —        | 21     | 0      |
| 2022/23         | KMSK Deinze      | Vlag van België    | Eerste klasse B    | 28         | 1          | 2     | 0     | —        | —        | 30     | 1      |
| 2023/24         | KMSK Deinze      | Vlag van België    | Eerste klasse B    | 0          | 0          | 0     | 0     | —        | —        | 0      | 0      |
| 2024/25         | KMSK Deinze      | Vlag van België    | Eerste klasse B    | 8          | 1          | 2     | 0     | —        | —        | 10     | 1      |
| 2024/25         | FC Gullegem      | Vlag van België    | Tweede afdeling A  | 0          | 0          | 0     | 0     | —        | —        | 0      | 0      |
| Carrière totaal | Carrière totaal  | Carrière totaal    | Carrière totaal    | 247        | 6          | 23    | 1     | 3        | 0        | 273    | 7      |

Bijgewerkt op 6 januari 2025

## International
Vansteenkiste kwam uit voor verschillende nationale jeugdploegen van België. Marc Van Geersom selecteerde hem in 2011 voor het EK -19 in Roemenië. Vansteenkiste kwam op het toernooi twee keer in actie: zowel in de eerste groepswedstrijd tegen Spanje (4-1-nederlaag) als in de derde groepswedstrijd tegen Servië (1-1-gelijkspel) speelde hij de hele wedstrijd.